# 효릉 (조선)
효릉(孝陵, Hyoneung)은 조선 제12대 왕인 인종과 정비 인성왕후의 능이다. 대한민국 경기도 고양시 덕양구 원당동에 있으며, 희릉, 예릉과 함께 서삼릉으로 사적 제200호로 지정되어 있다. 일반에는 비공개된 릉이었으나 2023년 9월 8일 공개되었다.

## 개요
조선의 제 12대 왕인 인종은 중종과 장경왕후 사이에 태어난 맏아들로 1544년에 즉위하여, 재위 8개월만에 승하하게 된다. 인성왕후 박씨는 1524년에 세자빈에 책봉되어, 선조 10년인 1577년에 세상을 마친다.